# ORF 2
 (mars 2023).
Si vous disposez d'ouvrages ou d'articles de référence ou si vous connaissez des sites web de qualité traitant du thème abordé ici, merci de compléter l'article en donnant les références utiles à sa vérifiabilité et en les liant à la section « Notes et références ».
ORF 2 est une chaîne de télévision généraliste autrichienne de service public, qui succède à FS2 en octobre 1992, et fait partie du groupe Österreichischer Rundfunk (ORF).
À la différence d'ORF eins, ORF 2 diffuse plutôt des émissions culturelles et met en avant des productions autrichiennes. Cette chaîne propose aussi des émissions régionales. 
Diffusée en clair en Europe sur le satellite Astra, la chaîne ORF 2 Europe reprend la plus grande partie des émissions de ORF 2, à l'exception de quelques programmes pour lesquels elle ne dispose pas des droits de diffusion pour l'étranger (séries, films, événements sportifs).

## Histoire de la chaîne
À partir du 11 septembre 1961, un programme expérimental technique appelé FS2 (pour Fernsehen 2, « deuxième programme ») est diffusé trois jours par semaine depuis l'émetteur de Kahlenberg II. Il est ensuite diffusé par l'émetteur de Schöckl dès le 1er novembre 1963, puis par les nouveaux émetteurs de Jauerling 2 et Lichtenberg 2 les 17 novembre et 11 décembre 1964. Le 19 novembre 1969, le Land de Vorarlberg reçoit le deuxième programme.
La deuxième chaîne émet tout d'abord cinq jours par semaine puis tous les jours de la semaine à partir du 1er septembre 1970. Elle passe à la couleur le 1er janvier 1972. Le 27 octobre 1992, FS2 est rebaptisée « ORF 2 ».

## Identité visuelle

### Logos

Logo de ORF 2 de 2000 à 2005
Logo de ORF 2 de 1992 à 2000, puis de 2005 à janvier 2012
Logo de ORF 2 HD de 5 décembre 2009 au 9 janvier 2012
Logo de projet pour « ORF zwei » en janvier 2011.
Logo de ORF 2 depuis le 9 janvier 2012
Logo de ORF 2 HD depuis le 9 janvier 2012

## Organisation

### Dirigeants
Directeurs généraux :
- Josef Scheidl : 1961-1967
- Gerd Bacher : 1967-1974
- Otto Oberhammer : 1974-1978
- Gerd Bacher : 1978-1986
- Thaddäus Podgorski : 1986-1990
- Gerd Bacher : 1990-1994
- Gerhard Zeiler : 1994-1998
- Gerhard Weis : 1998-2001
- Monika Lindner : 2002 - 31/12/2006
- Alexander Wrabetz : depuis le 1er janvier 2007

Directeurs des programmes :
- Gerhard Freund : 1961 - 04/04/1967
- Helmut Zilk : 04/04/1967 - 1974
- Ernst Wolfram Marboe : 1978-1986
- Wolfgang Lorenz

Directeur de l'information :
- Elmar Oberhauser